# سیارک ۲۱۵۷۱
سیارک ۲۱۵۷۱ (به انگلیسی: 21571 Naegeli، نامگذاری:1998RD51) بیست و یک هزار و پانصد و هفتاد و یکمین سیارک کشف شده‌است که در ۱۴ سپتامبر ۱۹۹۸ کشف شد.
قدر مطلق سیارک برابر ۲۶.۹ است.